# Pierre-Marie Dioudonnat
Pierre-Marie Dioudonnat, né le 24 mars 1945 à Neuilly-sur-Seine, est un éditeur, historien[réf. nécessaire] et politologue français.
Versé dans la prosopographie, il est spécialiste de l'histoire des familles françaises. Il est notamment connu pour être l'auteur de l'Encyclopédie de la fausse noblesse et de la noblesse d'apparence (6 éditions de 1976 à 1997) et du Simili-nobiliaire français (2002, 2010 et 2012).

## Biographie
Pierre-Marie Dioudonnat est diplômé de l'Institut d'études politiques de Paris (promotion 1965) et docteur en science politique (1972). Il commence à militer dans sa jeunesse à la Fédération des étudiants nationalistes. Proche de la mouvance d'extrême droite, il s'associe à ses pages littéraires. Comme en 1966 et 1967 où il participe au comité de "rédaction de la revue Ulysse, avec les fondateurs de la Guilde du raid", plus tard de 1971 à 1975 il va gérer la revue Contrepoint . Son action militante se poursuite "à Occident où il s'occupe d'une courroie de transmission du mouvement : Le Bureau de voyage des étudiants de France, dont il est secrétaire général, tandis que Devedjian en est président".
Son nom est étroitement associé à son Encyclopédie de la fausse noblesse et de la noblesse d'apparence, réédité révisé et complété  en 2002, 2010 et 2012 sous le titre Le Simili-nobiliaire français, qui recense les quelque 6 000 familles françaises subsistantes dont le patronyme actuel présenterait une apparence nobiliaire (nom à particule, nom relevé ou homonyme d'une ancienne famille noble, etc.). 

## Arrêt de la Cour de cassation portant sur l'atteinte à la vie privée
Sur la demande d'une famille dont la filiation adoptive était indiquée dans Le Simili-nobiliaire français, la Cour d'appel de Paris, a jugé le 1er avril 2016, que « la divulgation dans un ouvrage destiné au public de cette filiation adoptive porte atteinte à la vie privée (…) cette filiation appartenant à son histoire personnelle et à l'intimité de sa famille ». Elle précise toutefois que la notice peut continuer de paraître dans les éditions suivantes, sans référence à la filiation adoptive. L'auteur et l'éditeur sont condamnés à verser aux requérants la somme de 5 000 € de dommages et intérêts. 
La Cour d'appel de Paris déclare que l'affirmation selon laquelle « la famille de ce nom est éteinte dans les mâles » peut par contre y figurer, s'agissant d'une « opinion formulée par l'auteur et s'appuyant sur les règles gouvernant les titres nobiliaires ».
L'auteur et l'éditeur se pourvoient alors en cassation. La Cour répond dans un arrêt du 18 octobre 2017 que certes, les registres de naissance constituent des archives publiques communicables de plein droit à toute personne qui en fait la demande, 75 ans à compter de leur clôture, mais que « certaines des informations qu’ils contiennent et, notamment, celles portant sur les modalités d’établissement de la filiation, relèvent de la sphère de la vie privée et bénéficient, comme telles, de la protection édictée par les articles 9 du code civil et 8 de la Convention de sauvegarde des droits de l’homme et des libertés fondamentales » et rejette leur pourvoi.
Guillaume de Morant écrit dans La revue française de généalogie : « Cet arrêt de la Cour de Cassation va faire jurisprudence. Clairement, le droit à consultation des archives d’état civil ne vaut pas droit à divulgation au mépris de la vie privée. Or, selon la Cour, certaines des informations contenues dans les actes d'état civil et, notamment, celles portant sur les modalités d’établissement de la filiation, relèvent de la sphère de la vie privée et bénéficient, comme telles, de la protection édictée par les articles 9 du Code civil et 8 de la Convention européenne des droits de l'Homme. La divulgation, dans un ouvrage destiné au public, de la filiation adoptive de l’intéressé, sans son consentement, porte donc atteinte à sa vie privée. ».

## Engagement politique
Pierre-Marie Dioudonnat fut candidat[Quand ?] en tant que suppléant d'Alexandra Bourgoin dans la huitième circonscription de la Seine-Saint-Denis, sous la bannière du Front national.

## Vie privée
Il est l'époux de Sabine Bragadir, avec qui il a écrit le Dictionnaire des 10 000 dirigeants politiques français.

## Publications
- Je suis partout, 1930-1944 : les maurrassiens devant la tentation fasciste, La Table ronde, 1973
- Encyclopédie de la fausse noblesse et de la noblesse d’apparence, Sedopols, 6 éditions successives de 1976 à 1997  (ISBN 978-2904177156)
- Les ivresses de l’Église de France : les évêques et la société, 1801-1976, Le Sagittaire, 1976  (ISBN 978-2727500254)
- Dictionnaire des 10 000 dirigeants politiques français, avec Sabine Bragadir, Sedopols, 1977
- L’argent nazi à la conquête de la presse française, 1940-1944, Jean Picollec, 1981
- Les 700 rédacteurs de « Je suis partout », Sedopols, 1993  (ISBN 2-904177-16-7)
- Le Simili-nobiliaire français, Sedopols, 2002  (ISBN 2-904177-19-1)
- Le Simili-nobiliaire français, Sedopols, 2010  (ISBN 978-2-904177-22-4) (édition révisée et complétée);
- Le Simili-nobiliaire français, Sedopols, 2012  (ISBN 978-2-904177-23-1) (nouvelle édition révisée et complétée);
- Paroles d’évêques : 19e-20e siècles : une anthologie du cléricalisme français, recueil de textes, Sedopols, 2005  (ISBN 2-904177-20-5)
- Demandes de changement de nom 1917-1943 : essai de répertoire analytique : biographie, généalogie, histoire sociale[9], Sedopols, 2008  (ISBN 978-2-904177-21-7)

## Prix
- Prix Robert-Brasillach 1974[10].